# Mário Gardelin
Mário Gardelin (Caxias do Sul, 14 de janeiro de 1928 – Caxias do Sul, 4 de abril de 2019) foi um escritor, poeta, professor, jornalista, político e historiador brasileiro. 

## Biografia
Nascido no distrito caxiense de Ana Rech, foi registrado em Vila Seca, quando este povoado pertencia a São Francisco de Paula. Fez seus primeiros estudos na Escola São Caetano, em Nova Trento, mas como a escola tinha pouca estrutura, e desde cedo demonstrando grande amor ao conhecimento, pediu à família para se tornar padre, o que lhe daria uma educação sólida. De acordo, em 1938 seus pais o colocaram no internato do Colégio Murialdo de Ana Rech, sendo aluno do padre João Schiavo. Lá começou a desenvolver seu talento para a escrita e um interesse pela poesia.
Obteve licenciatura em Filosofia no Seminário Maior dos padres Josefinos de Caxias do Sul, mas a ideia de ser padre acabou abandonada. Começou sua carreira profissional dando aulas nos distritos de Fazenda Souza e Ana Rech, e em 1962 foi contratado como professor da Universidade de Caxias do Sul. Em 1964 obteve licenciatura em História na Faculdade de Filosofia, Ciências e Letras, tendo sido aluno de Loraine Slomp Giron. Permaneceu na UCS por 40 anos, onde desempenharia também as funções de pesquisador, assessor para Assuntos de Povoamento, Imigração e Colonização, coordenador da editora universitária, diretor do Departamento de História e, de 1982 a 1986, vice-reitor. Também lecionou nos colégios Carmo, São Carlos e Cristóvão de Mendoza.
Trabalhou no Senai, foi bancário, funcionário de uma empresa petrolífera, elegeu-se vereador nas legislaturas de 1973/76 e 1977/82, e dirigiu o Departamento Municipal de Turismo.
Na imprensa dirigiu a sucursal da Caldas Júnior, foi radialista da Rádio Caxias, e atuou no jornal Pioneiro desde sua fundação em 1948, atuando como repórter e editor, além de manter uma coluna semanal até 2008. Integrou o Conselho Estadual de Cultura, foi um dos fundadores da Academia Caxiense de Letras e membro correspondente do Instituto Histórico e Geográfico do Rio Grande do Sul.
Ganhou reputação principalmente como pesquisador da colonização italiana no Rio Grande do Sul e da história de Caxias do Sul, deixando vasta bibliografia. Fez uma grande doação de documentos, livros, fotografias e outros materiais para a Câmara de Vereadores e o Arquivo Histórico Municipal João Spadari Adami. Depois que o arquivo da Câmara Municipal foi perdido num incêndio em 1982, as transcrições de documentos que fez e o histórico que publicou no Pioneiro em uma longa série de artigos são as principais fontes sobre o Legislativo local.
Seus últimos anos foram prejudicados pela doença de Alzheimer, da qual veio a falecer em 2019. Foi casado com a professora Vanyr Tonoli e deixou os filhos Cristóvão Luiz, João Carlos e José Fernando.

## Reconhecimento
Entre as distinções que recebeu estão:
- Medalha Dom Benedito Zorzi do Mérito Educativo da UCS.[4]
- Troféu ARI-Serra Gaúcha da Associação Riograndense de Imprensa, na categoria Homenagem Especial.[11]
- Troféu O Mercador do Sindicato do Comércio Varejista de Caxias do Sul, na categoria Reconhecimento Público pelas suas contribuições à comunidade.[12]
- Título de Acadêmico Emérito da Academia de História Militar Terrestre do Brasil.[13]
- Título de Cidadão Caxiense.[2]

Ao receber o título de Cidadão Caxiense, disse a acadêmica Maria Angélica Grazziotin: "Com seu jeito peculiar, curioso, contestador, falando com entusiasmo como todo bom italiano, formou-se no contexto como um ícone de credibilidade. Caxias tem o privilégio de ter na pessoa do nosso homenageado uma enciclopédia viva. Temos o dever de enaltecer o guardião de nossa memória escrita e falada".
Em comemoração dos seus noventa anos em 2018, Rodrigo Lopes escreveu um artigo no Pioneiro e assim o descreveu: "Durante boa parte da vida, potencializou o conhecimento da história, da identidade, das raízes, do seu próprio tempo. Esta coluna não pretende resgatar a trajetória pessoal e profissional de Gardelin. Não se faz necessário. Jornalista, historiador, radialista, cronista, poeta, editor do Pioneiro, pesquisador da imigração italiana, autor de dezenas de publicações, professor de milhares, nosso perfilado de hoje encontra-se em um lugar especial na memória de cada leitor. Todo mundo, em algum momento, teve em Gardelin um norte. E isso não é pouco".
Segundo Dante de Laytano, foi "um dos mais brilhantes pesquisadores", "um estudioso inovador", e seu nome deve constar entre os pioneiros na historiografia da colonização italiana, "por inteira justiça e sua capacidade de pesquisa, atividade inteligente e uma ação incrivelmente dinâmica". Fidélis Dalcin Barbosa disse que foi "um dos mais notáveis pesquisadores dos estudos italianos", e para Vania Herédia, sua contribuição foi decisiva para a construção da historiografia caxiense. Ao falecer, o reitor da UCS Evaldo Kuiava disse que ele deixava um legado imenso à universidade, à pesquisa e à comunidade.

## Algumas publicações
- Nanetto nel Mondo. EST, 2008
- Far la Cucagna. EST, 2003
- História da Paróquia de Santa Teresa D'Ávila da Diocese de Caxias do Sul. UCS, 2001
- Um Pouco de História. 4 vols. UCS, 2000-2001
- S.E.R. Caxias do Sul: 44 anos de constância e valor.  UCS, 2000
- História da Paróquia de Nossa Senhora de Lourdes, escrita pelos seus párocos padres Maximiliano Franzoi, Tranquilo Mugnol, Mário Pedrotti e Antônio Pasa. UCS, 2000 (com Maximiliano Franzoi e ‎Nivaldo Piazza)
- Colônia Caxias: Origens. EST, 1993
- Caxias do Sul: Câmara de Vereadores, 1892-1950. EST, 1993
- Os Povoadores da Colônia Caxias. EST, 1992 (com Rovílio Costa)
- Imigração italiana no Rio Grande do Sul: Fontes Literárias. EST / UCS / Fondazione Giovanni Agnelli, 1988
- Para a História da Câmara de Indústria, Comércio e Serviços de Caxias do Sul. EST
- Capuchinhos Italianos e Franceses no Brasil. Porto Alegre: EST / UCS, 1986 (com Alberto Stawinski)
- Márcio Nobre. Academia Caxiense de Letras, 1981
- História e Tradição. Academia Caxiense de Letras, 1981
- A Ordem do Ponche Verde. Academia Caxiense de Letras, 1981